# GNU SIP Witch
GNU SIP Witch (englisch „witch“ = „Hexe“) ist eine freie SIP-Server-Software mit Peer-to-Peer-Fähigkeiten vom GNU-Projekt.
Es ist die GNU-Implementierung des Session Initiation Protocol (SIP), welches für das Routing von Anrufen eingesetzt wird.

## Verfügbarkeit
SIP Witch wird als freie Software unter den Bedingungen von Version 3 oder höher der GNU General Public License (GPL) verbreitet. Es ist für GNU/Linux, Mac OS X, BSD und Windows ausgelegt und soll zukünftig auch Android unterstützen. Bei den populären Linux-Distributionen Ubuntu und Fedora lässt sich SIP Witch direkt aus den Standard-Paketquellen installieren.

## Technik
SIP Witch ist in der Programmiersprache C++ geschrieben und nutzt die Programmbibliotheken uCommon und eXosip.

## Funktionalität
Die Software ermöglicht IP-Telephonie als Teil eines selbstorganisierenden Peer-to-Peer-Telefonnetzes. Sie beherrscht Funktionen wie Rufumleitung, Anrufverteilung, Halten von Anrufen und Präsenzbenachrichtigung und (Text-)Nachrichten, unterstützt verschlüsselte Verbindungen und bietet auch NAT-Durchdringung für den Aufbau der Peer-to-Peer-Verbindungen.

## Geschichte
Die SIP Witch wird seit dem 10. August 2007 von David Sugar im Rahmen des GNU-Telephony-Projektes entwickelt. Die erste Version war 0.1.0. Version 1.0 wurde am 14. Mai 2011 freigegeben. Sie wird als eine Komponente von GNU Free Call verwendet, welches eine Alternative zu Skype darstellen soll.